# Платинадигафний
Платинадигафний — бинарное неорганическое соединение, интерметаллид
платины и гафния
с формулой Hf2Pt,
кристаллы.

## Получение
- Сплавление стехиометрических количеств чистых веществ:

{\displaystyle {\mathsf {Pt+2Hf\ {\xrightarrow {1620^{o}C}}\ Hf_{2}Pt}}}

## Физические свойства
Платинадигафний образует кристаллы кубической сингонии (гранецентрированная решётка), пространственная группа F d3m, параметры ячейки a = 1,2461 нм, Z = 32,
структура типа никельдититана Ti2Ni
.
Соединение образуется по перитектической реакции при температуре 1620 °C (1660 °C).